# کلریت‌رین
کلریت‌رین (به انگلیسی: Chelerythrine) یک ترکیب شیمیایی با شناسه پاب‌کم ۲۷۰۳ است. که جرم مولی آن ۳۴۸٫۳۷۱۹۲ g/mol می‌باشد. 